# المرصد
المرصد: إحدى مراكز محافظة البرك. تقع في شمال شرق المحافظة على مسافة 45 ميلاً، ويقطنها 2373 نسمة.